# 蒙特奇托里奥宫

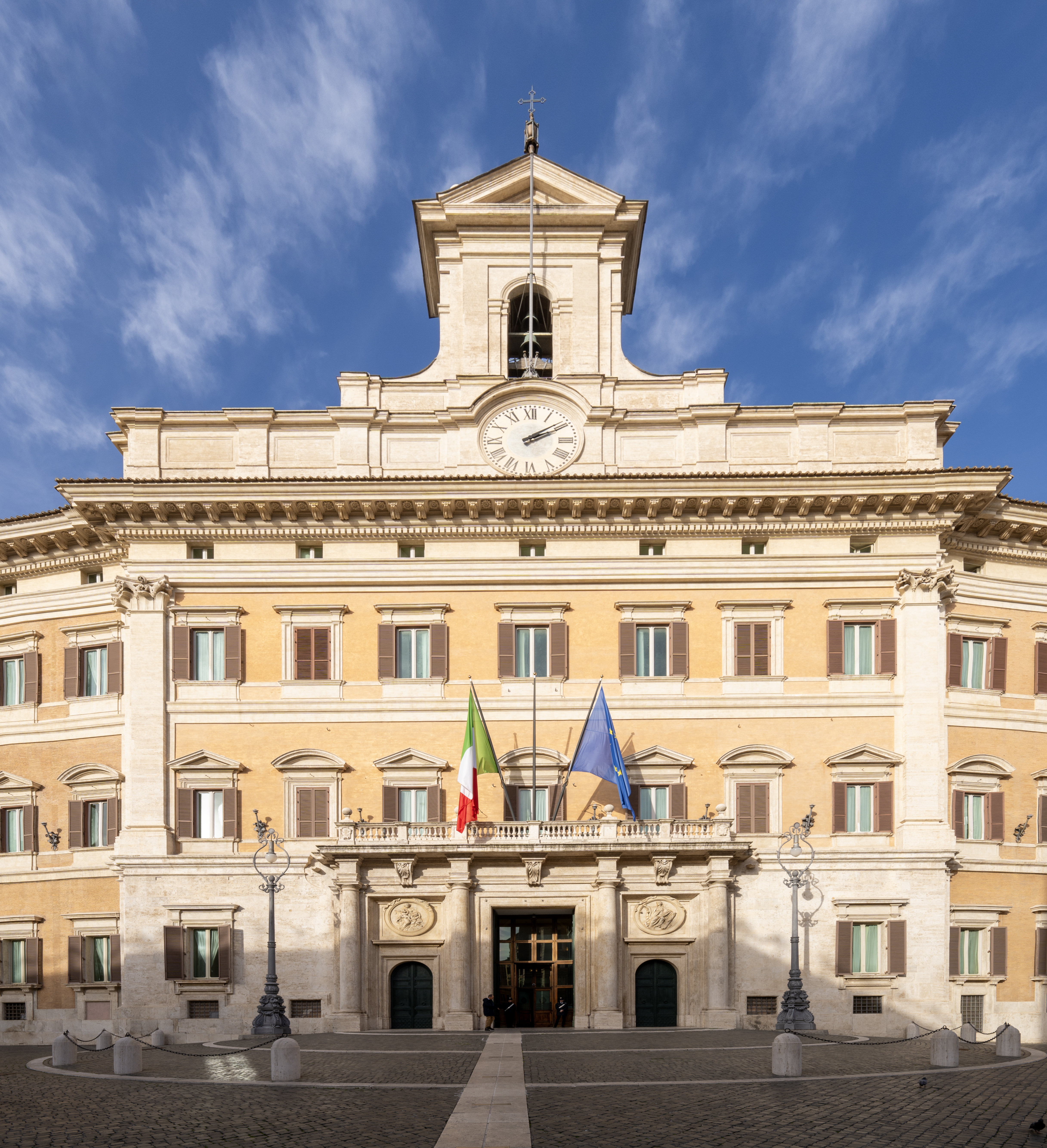
蒙特奇托里奧宮

蒙特奇托里奧宮（義大利語：Palazzo Montecitorio）是位於義大利首都羅馬的一座建築，也是義大利眾議院的辦公地點。該建築的外觀充滿了眾多新藝術風格的特徵。

## 外部連結
- Virtual Tour （页面存档备份，存于）
- Very short history of the palace （页面存档备份，存于）
- Panoramic virtual tour of the Palace & the sundial obelisk